# MTV Movie Awards 2000
De MTV Movie Awards van 2000 werden gepresenteerd door Sarah Jessica Parker. De presentatie tijdens de opening was een mix van Sex and the City en The Matrix. De cast van Sex and the City (Samantha Jones, Miranda Hobbes en Charlotte Yark) luisteren naar Carrie Bradshaw (Parkers rol), die gevangen zat in de Matrix series, alles werd laten zien in flashbacks en in een verteller stijl. Vince Vaughn speelde de white rabbit terwijl Jimmy Fallon de rol van Keanu Reeves overnam in deze film.
De show was overigens op 3 juni in Culver City, Californië.

## Best Movie (Beste film)
Winnaar:
The Matrix
Genomineerd:
American Beauty
American Pie
Austin Powers: The Spy Who Shagged Me
The Sixth Sense

## Best Male Performance (Beste acteerprestatie door een man)
Winnaar:
Keanu Reeves, The Matrix
Genomineerd:
Jim Carrey, Man on the Moon
Ryan Phillippe, Cruel Intentions
Adam Sandler, Big Daddy
Bruce Willis, The Sixth Sense

## Best Female Performance (Beste acteerprestatie door een vrouw)
Winnaar:
Sarah Michelle Gellar, Cruel Intentions
Genomineerd:
Drew Barrymore, Never Been Kissed
Neve Campbell, Scream 3
Ashley Judd, Double Jeopardy
Julia Roberts, Runaway Bride

## Best male breaktrough performance (Beste mannelijk doorbrekende optreden)
Winnaar:
Haley Joel Osment, The Sixth Sense
Genomineerd:
Wes Bentley, American Beauty
Jason Biggs, American Pie
Michael Clarke Duncan, The Green Mile
Jamie Foxx, Any Given Sunday

## Best female breaktrough performance (Beste vrouwelijk doorbrekende optreden)
Winnaar:
Julia Stiles, 10 Things I Hate About You
Genomineerd:
Selma Blair, Cruel Intentions
Shannon Elizabeth, American Pie
Carrie-Anne Moss, The Matrix
Hilary Swank, Boys Don't Cry

## Best On-Screen Duo (Beste duo op het scherm)
Winnaar:
Mike Myers en Verne Troyer, Austin Powers: The Spy Who Shagged Me
Genomineerd:
Tom Hanks en Tim Allen, Toy Story 2
Keanu Reeves en Laurence Fishburne, The Matrix
Adam Sandler en Dylan and Cole Sprouse, Big Daddy
Bruce Willis en Haley Joel Osment, The Sixth Sense

## Best Villain (Beste schurk)
Winnaar:
Mike Myers, Austin Powers: The Spy Who Shagged Me
Genomineerd:
Matt Damon, The Talented Mr. Ripley
Sarah Michelle Gellar, Cruel Intentions
Ray Park, Star Wars: Episode I: The Phantom Menace
Christopher Walken, Sleepy Hollow
Tijdens de uitreiking van deze prijs zeiden George Clooney en Mark Wahlberg "let's give it to Charleton Heston for being the head of the NRA." ("laten wij het aan Charleton Heston geven, omdat hij de baas van de NRA is")

## Best Comedic Performance (Beste komische optreden)
Winnaar:
Adam Sandler, Big Daddy
Genomineerd:
Jason Biggs, American Pie
Ice Cube, Next Friday
Mike Myers, Austin Powers: The Spy Who Shagged Me
Parker Posey, Scream 3

## Best Musical performance (Beste muzikale optreden)
Winnaar:
"Uncle Fucka", Matt Stone, Trey Parker, South Park: Bigger, Longer & Uncut
Genomineerd:
"Can't Take My Eyes Off of You", Heath Ledger, 10 Things I Hate About You
"Just the Two of Us" - Mike Myers and Verne Troyer, Austin Powers: The Spy Who Shagged Me
"Tu Vuo' Fa L'Americano" - Matt Damon, Jude Law and Fiorello, The Talented Mr. Ripley

## Best Kiss (Beste zoen)
Winnaar:
Sarah Michelle Gellar en Selma Blair, Cruel Intentions
Genomineerd:
Drew Barrymore en Michael Vartan, Never Been Kissed
Katie Holmes en Barry Watson, Teaching Mrs. Tingle
Hilary Swank en Chloë Sevigny, Boys Don't Cry

## Best Action Sequence (Beste actiescène)
Winnaar:
The Pod Race, Star Wars: Episode I: The Phantom Menace
Genomineerd:
End Sequence, The Blair Witch Project
Rooftop/Helicopter Scene, The Matrix
Sand Monster Scene, The Mummy

## Best fight (Beste gevecht)
Winnaar:
Keanu Reeves and Laurence Fishburne, The Matrix
genomineerd:
Mike Myers en Verne Troyer, Austin Powers: The Spy Who Shagged Me
Liam Neeson, Ewan McGregor en Ray Park, Star Wars: Episode I: The Phantom Menace
Edward Norton tegen hemzelf, Fight Club

## Best new filmmaker (beste nieuwe filmmaker)
Spike Jonze, regisseur van Being John Malkovich
1992 · 1993 · 1994 · 1995 · 1996 · 1997 · 1998 · 1999 · 2000 · 2001 · 2002 · 2003 · 2004 · 2005 · 2006 · 2007 · 2008 · 2009 · 2010 · 2011